# Sungai Putri
Sungai Putri is een bestuurslaag in het regentschap Jambi van de provincie Jambi, Indonesië. Sungai Putri telt 8488 inwoners (volkstelling 2010).